# Мария Кристина Австрийска
Вижте пояснителната страница за други личности с името Мария.
Вижте пояснителната страница за други личности с името Мария Кристина.
Мария Кристина Дезире Хенриета Фелицитас Райниера фон Хабсбург-Лотарингия (на немски: Maria Christina Désirée Henriette Felicitas Rainiera von Habsburg-Lothringen; * 21 юли 1858; † 6 февруари 1929), известна като Мария Кристина Австрийска, е австрийска ерцхерцогиня и кралица-регент на Испания, втора съпруга на крал Алфонсо XII и майка на крал Алфонсо XIII. Мария-Кристина управлява Испания като регент на сина си Алфонсо XIII отпреди неговото раждане до пълнолетието му (25 ноември 1885 – 7 май 1902).

## Биография

### Произход
Мария-Кристина е родена на като 21 юли 1858 г. в замъка Жидлоховице (на чешки: Židlochovice; на немски: Gross Seelowitz) близо до Бърно, Моравия (тогава в рамките на Австрийската империя). Тя е дъщеря на ерцхерцог Карл-Фердинанд Австрийски, херцог на Тешен, и на съпругата му – ерцхерцогиня Елизабет-Франциска Австрийска.

### Съпруга на Алфонсо XII (1879 – 1885)
На 29 ноември 1879 г. в Базиликата в Аточа, Мадрид, Мария-Кристина се омъжва за овдовелия испански крал Алфонсо XII, чиято първа съпруга, Мария-Мерседес Орлеанска, умира шест месеца след сватбата си. Още преди изтичането на медения им месец един сладкар стреля по Мария-Кристина и краля, докато двамата се разхождат из Мадрид. Алфонсо XII и Мария-Кристина обаче остават невредими. На следващата година, 11 септември 1880, кралицата ражда първото си дете – инфанта Мария де лас Мерседес, принцеса на Астуриас. Две години по-късно, 12 ноември 1882 г. Мария-Мерседес ражда на Алфонсо XIII второ момиче – инфанта Мария-Тереза.

### Регент на Алфонсо XIII (1886 – 1902)
По всичко личи, че семейният живот на кралската двойка върви добре. През втората половина на 1885 г. става ясно, че кралят и кралицата очакват третото си дете, за което се надяват, че ще е мъжки наследник на престола. Обаче през ноември същата година крал Алфонсо XII умира от туберкулоза три дни преди да навърши 28 години. Това създава сложна ситуация в държавата. От една страна, кончината на съпруга ѝ заварва Мария-Кристина в напреднала бременност с третото им дете. Двойката обаче вече има две дъщери, най-голямата от които, Мария-Мерседес, съгласно традицията трябва да бъде обявена за кралица на Испания. Испанското правителство решава да не се избързва с коронацията на Мария-Мерседес, а да се изчака Мария-Кристина да роди третото си дете и ако то не е момче, едва тогава Мария-Мерседес да бъде обявена официално за кралица на Испания. Това решение остава кралския престол овакантен и за да се запълни вакуумът във властта, испанското правителство решава до раждането на третото дете на кралицата Мария-Кристина да бъде назначена за регент, който да управлява от името на бъдещия испански монарх.
На 17 май 1886 кралица Мария-Кристина ражда момче, което е кръстено на покойния си баща и веднага е обявено за крал на Испания под името Алфонсо XIII. Регентството на Мария-Кристина обаче продължава още 16 години, до 1902, когато Алфонсо XIII е обявен за пълнолетен и поема еднолично кралската власт.

### Кралица-майка (1902 – 1929)
Отстраняването на Мария-Кристина от регентския пост не премахва влиянието ѝ над младия Алфонсо XIII. Когато през 1905 става ясно, че синът ѝ е влюбен в английската принцеса Виктория Евгения Батенберг, внучка на кралица Виктория, и че Алфонсо XIII има сериозни намерения към нея, Мария-Кристина категорично отказва да даде благословията си за този брак. Тя е ужасена, че синът ѝ е избрал да се ожени за една протестантка, която произхожда от скандалноизвестния германски аристократичен род Батенберг, чието аристократично потекло може да бъде поставено под съмнение, и която, като внучка на британската кралица, може да предаде на наследниците си опасната болест хемофилия, от която страда и брат ѝ Леополд. Упорството на Мария-Кристина продължава около година, но през 1906 г. тя най-накрая скланя пред непоклатимостта на Алфонсо XIII – кралицата майка съобщава за намеренията на сина си към принцеса Виктория Евгения в писмо до майка ѝ и моли английския крал за съдействие при уреждането на годежа.
Мария-Кристина умира на 6 февруари 1929 в кралския дворец в Мадрид и е погребана в Ескориал.